# Рицца, Бенвенуто Францевич
Бенвенуто Францевич Рицца (1858—1886) — магистр химии.

## Биография
Итальянец по происхождению, сын торговца художественными принадлежностями, Бенвенуто Рицца родился 21 января (2 февраля) 1858 года в Санкт-Петербурге. Окончил в 1876 году с золотой медалью 6-ю Санкт-Петербургскую гимназию , а в 1881 году — Императорский Санкт-Петербургский университетсо степенью кандидата физико-математического факультета по отделению естественных наук. Был ассистентом профессора А. М. Бутлерова, а в 1883 году получил место лаборанта и руководителя практических занятий по химии на Высших женских курсах.
В 1885 году он выдержал экзамен на степень магистра химии, но уже в следующем году, потрясенный смертью горячо любимого им профессора Бутлерова, умер, не успев оправдать всех надежд, успев напечатать только работу «Действие цинкэтила на хлорал» (1882), сообщение о камфаре багульника (1883) и, вместе с Бутлеровым, — исследование об азароне.

## Источник
- Рицца, Бенвенуто Францович // Русский биографический словарь : в 25 томах. — СПб.—М., 1896—1918.